# Deep Deep Down They Sleep
Deep Deep Down They Sleep prvi je EP njemačkog death metal-sastava Sulphur Aeon. EP je 9. svibnja 2012. godine objavila diskografska kuća Imperium Productions.

## Popis pjesama
Tekstovi: M. 
| 1.   | »...Deep Deep Down They Sleep«  | 4:50 |
| 2.   | »Ruins Underneath the Waves...« | 3:52 |
| 8:42 |                                 |      |

## Zasluge
Sulphur Aeon
- D. – bubnjevi
- M. – vokali, ilustracije, logotip, raspored ilustracija
- T. – gitara, bas-gitara

Ostalo osoblje
- Simon Werner – snimanje, mastering, miksanje
- Ola Larsson – naslovnica